# Кварк-глуонна плазма
Кварк-глуонна плазма (КГП) или кваркова супа е агрегатно състояние в квантовата хромодинамика, което съществува при изключително висока температура и/или плътност. Това състояние се смята, че асимптотично свободни, силно взаимодействащи кварки и глуони, които обикновено са ограничени в атомните ядра или други адрони. Това е в аналогия с обичайната плазма, където ядра и електрони, ограничени в атоми от електростатични сили, могат да се движат свободно. Изкуствена кваркова материя, произведена в Брукхейвънската национална лаборатория и Големия адронен ускорител, може да бъде създадена само в минутни количества, нестабилна е и невъзможна за задържане и би се разпаднала радиоактивно в части от секундата в стабилни частици чрез адронизация. Тогава произведените адрони или техните продукти на разпад и гама лъчи могат да бъдат засечени. В диаграма на състоянията на кварковата материя, кварк-глуонната плазма е поставена в режим на висока температура и голяма плътност, докато обикновената материя е студена и рядка смес от ядра и вакуум, а хипотетичните кваркови звезди биха се състояли от относително студена, но плътна материя. Смята се, че до няколко милисекунди след Големия взрив, Вселената е била в състояние на кварк-глуонна плазма.
Големината на силното ядрено взаимодействие означава, че за разлика от газоподобната плазма, кварк-глуонната плазма се държи като почти идеална течност на Ферми, въпреки че изследвания все още се провеждат. КГП се различава от „свободно“ събитие на сблъсък по няколко характеристики. Например, съдържанието ѝ на частици е показателно за временно химично равновесие, създавайки излишък от странни кварки със средна енергия и не позволявайки на струи от частици да преминават.
Експерименти в ЦЕРН за пръв опитват да получат КГП през 1980-те и 1990-те години: резултатите карат ЦЕРН да съобщи косвено доказателство за „ново агрегатно състояние на материята“ през 2000 г. През 2010 г. учени от Брукхейвънската национална лаборатория съобщават, че са създали кварк-глуонна плазма чрез сблъскване на златни йони при скорост, близка до скоростта на светлината, достигайки температури от 4 трилиона градуса по Целзий. Днешните експерименти (2017 г.) продължават тези усилия, като сблъскват релативистично ускорени златни или оловни йони едни в други или в протони. През август 2012 г. в ЦЕРН е достигната нова рекордна температура от 5,5 трилиона келвина.

## Общи сведения
Кварк-глуонната плазма е агрегатно състояние, при което елементарните частици, които съставят адроните на барионната материя, са освободени от тяхното силно ядрено взаимодействие под изключително висока енергийна плътност. Тези частици са кварките и глуоните, които съставляват барионната материя. В нормалната материя, кварките са ограничени, докато в КГП не са ограничени. В класическата квантова хромодинамика, кварките са фермионните компоненти на адроните, докато глуоните се считат за бозонните компоненти на адроните.
Въпреки че експерименталните високи температури и плътности предсказват създаването на кварк-глуонна плазма, което е реализирано и в лабораторни условия, създадената материя не се държи като почти идеално състояние на свободни кварки и глуони, а по-скоро като почти идеално плътен флуид. Всъщност, фактът, че кварк-глуонната плазма все още не би била „свободна“ при температури, реализирани в настоящите ускорители, е предсказан още през 1984 г. като последствие на остатъчните ефекти на ограничението.
КГП е една част от съвременната теория на физиката на частиците, наречена Стандартен модел. Други части от тази теория се занимават с електрослабите взаимодействия и неутрино. Теорията на електродинамиката е тествана и правилна до няколко части на милиард. Теорията на електрослабото взаимодействие е тествана и правилна до няколко части на хиляда. Пертурбативните модели считат относително малко промени от най-ниското енергийно ниво на атома, т.е. относително ниски температура и плътност, което опростява изчисленията за сметка на общоприложимостта. Непертурбативните форми на КГП, обаче, почти не са тествани. Изучаването на КГП, която има висока температура и плътност, е част от усилията да се консолидира голямата теория на физиката на елементарните частици.
Изучаването на КГП, също така, е поле за тестване на теорията на полето на крайната температура, клон от теоретичната физика, който цели да разбере физиката на елементарните частици под условията на високи температури. Такива теории са важни за разбирането на ранната еволюция на Вселената – първите стотина микросекунди. Също така, е от значение за теорията на великото обединение, която цели да обедини трите фундаментални сили на природата (без гравитацията).

### Връзка с нормалната плазма
Плазма е материя, при която зарядите се екранират, поради наличието на други подвижни заряди. Например, законът на Кулон е потиснат от екранирането, за да даде заряд, зависещ от разстоянието, {\displaystyle Q\rightarrow Qe^{-r/\alpha }}, т.е. зарядът Q намалява експоненциално с разстоянието, разделено на екранирана дължина α. При КГП, цветният заряд на кварките и глуоните е екраниран. КГП има други аналогии с нормалната плазма. Има, също така, различия, тъй като цветният заряд е неабелев, докато електричният заряд е абелев. Извън ограничен обем от КГП, цвят-електричното поле не се екранира, така че обем от КГП трябва все още да е цвят-неутрално. Следователно, също както ядрата, той би имал цяло число за електричен заряд.
Поради участието на изключително високи енергии, се произвеждат двойки кварк-антикварк чрез създаване на двойка и оттук КГП е сравнително равна смес от кварки и антикварки с различен аромат, като кварките имат само малък превес. Това свойство не е обща черта на обичайната плазма, която може да е твърде хладна за създаване на двойка.

### Теория
Едно последствие на тези различия е, че цветният заряд е твърде голям за петрурбативни изчисления, които са опората на квантовата електродинамика. Впоследствие, основните теоретични инструменти за изследването на теорията на КГП е мрежестата калибровъчна теория. Преходната температура (приблизително 175 MeV) е предсказана за пръв път чрез тази теория. Оттогава насам мрежестата калибровъчна теория се използва за предсказване на много други свойства на този вид материя. Счита се, че КГП е състояние на квантовата хромодинамика, която е в локално температурно равновесие.

## Създаване
КГП може да бъде създадена чрез загряване на материята до температура 2 × 1012 K, което се равнява на 175 MeV на частица. Това може да бъде постигнато чрез сблъскването на две големи ядра с висока енергия. Оловни и златни ядра се използват за такива сблъсъци в ЦЕРН и Брукхейвънската национална лаборатория
, съответно. Ядрата се ускоряват до релативистични скорости и се насочват едно срещу друго, създавайки огнена топка в редкия случай на сблъсък. Хидродинамичната симулация предсказва, че тази огнена топка би се разширила под собственото си налягане и би се охладила, докато се разширява. След като сферичният и елиптичният поток се изучат внимателно, експериментаторите тестват теорията.
През април 2005 г. образуването кваркова материя е колебливо потвърдено от резултати, получени в Брукхейвънската национална лаборатория. Консенсусът на четири научни групи е, че са създали кварк-глуонна течност с много нисък вискозитет. Все пак, противно на широко разпространеното предположение по това време, все още е неизвестно от теоретичните предположения дали „плазмата“, особено близо до преходна температура, би се държала като газ или течност. Авторите, подкрепящи слабо взаимодействащата интерпретация, извличат предположенията си от мрежести хромодинамични изчисления, където гъстотата на ентропията на кварк-глуонната плазма приближава границата на слабото взаимодействие. Все пак, тъй като плътността на енергията показва значително отклонение от границата на слабото взаимодействие, много автори сочат, че всъщност няма причина плазма близо до преходната точка, да се счита за слабо взаимодействаща като електромагнитна плазма.